# Vitaly Dmitrenko
Vitaliy Mykoláyovych Dmytrenko (en ucraniano: Віталій Миколайович Дмитренко; Komsomolsk, 1 de abril de 1951 - ibídem, 1 de octubre de 2014) fue un futbolista soviético que jugaba en la demarcación de delantero.

## Biografía
Debutó como futbolista con el FC Vorskla Poltava en 1973, a los 22 años. Jugó en el club durante tres temporadas, hasta que en 1976 fichó por el FC Kryvbas. Fue el club en el que más permaneció, cosechando un total de 397 partidos jugados y 123 goles. Además, en 1980 se fue en calidad de cedido por un año al FC Spartak Ivano-Frankivsk. Finalmente, en 1987, tras fichar por un año con el MFC Kremin Kremenchuk, se retiró como futbolista. Tras su retiro, permaneció en el club que le vio colgar las botas, como director del equipo, desde 1989 hasta 1991.
Falleció el 1 de octubre de 2014 a los 63 años de edad.

## Clubes

### Como futbolista
| Club                       | País           | Año         | Partidos | Goles |
| -------------------------- | -------------- | ----------- | -------- | ----- |
| FC Vorskla Poltava         | RSS de Ucrania | 1973 - 1976 | 51       | 3     |
| FC Kryvbas                 | RSS de Ucrania | 1976 - 1980 | 128      | 35    |
| FC Spartak Ivano-Frankivsk | RSS de Ucrania | 1980        | ¿?       | ¿?    |
| FC Kryvbas                 | RSS de Ucrania | 1980 - 1987 | 269      | 88    |
| MFC Kremin Kremenchuk      | RSS de Ucrania | 1987 - 1988 | ¿?       | 17    |

### Como entrenador
| Club                  | País    | Año         |
| --------------------- | ------- | ----------- |
| MFC Kremin Kremenchuk | Ucrania | 1989 - 1991 |